# Sojuz TM-28
Sojuz TM-28 (Союз ТМ-28) – rosyjska załogowa misja kosmiczna, stanowiąca wyprawę na pokład stacji kosmicznej Mir. Kosmonauci zostali dwudziestą szóstą stałą załogą stacji Mir.
15 września 1998 Padałka i Awdiejew wykonali spacer kosmiczny w celu podłączenia kabli łączących moduł Spektr z panelami słonecznymi.